# Siroe
Siroe o Siroe re di Persia è un dramma per musica in tre atti con musica di Georg Friedrich Händel, completata il 5 febbraio 1728. Il libretto è di Nicola Francesco Haym, dal melodramma Siroe (1726) di Pietro Metastasio.

## Cast della prima
- Siroe: Signor Senesino, castrato contralto
- Cosroe: Giuseppe Maria Boschi, basso
- Medarse: Antonio Baldi, castrato contralto
- Emira: Faustina Bordoni, soprano
- Laodice: Francesca Cuzzoni, soprano
- Arasse: Giovanni Battista Palmerini, basso

Orchestra:
2 oboi, archi e basso continuo
L'opera totalizzò 18 rappresentazioni nella stagione.
Siroe venne eseguito nell'agosto 1730 e nel gennaio 1735 a Braunschweig in Germania.